# Nothing Breaks Like a Heart
«Nothing Breaks Like a Heart» —en español: «Nada se rompe como un corazón»— es una canción del músico británico Mark Ronson junto a la cantante estadounidense Miley Cyrus, lanzada el 29 de noviembre de 2018 por Columbia Records como primer sencillo del quinto álbum de estudio de Ronson, Late Night Feelings (2019).
La canción fue un éxito mundial, alcanzando el puesto número 1 en once listas oficiales y el top 5 en otras once listas oficiales. Alcanzó el puesto número 2 en el UK Singles Chart y el número 43 en el Billboard Hot 100 de Estados Unidos. La canción fue nominada a Canción del año en los Brit Awards 2020, siendo la primera nominación de Cyrus en su carrera.

## Antecedentes
El 26 de junio de 2018, Ronson reveló que estaba trabajando en "melodías desgarradoras" para el séptimo álbum de estudio de Cyrus. Otros colaboradores confirmados fueron Andrew Wyatt y Mike Will Made It. Asimismo, en junio de 2018 Cyrus realizó un "apagón" en todas sus redes sociales, borrando todas sus publicaciones de Instagram con motivo de los preparativos de su nueva música, mantenido el silencio en las plataformas a largo plazo. Así, Ronson y Cyrus escribieron la canción en mayo de 2018 y publicó en las redes sociales que estaban trabajando juntos en el estudio. En junio de 2018, Ronson dijo que la canción "venia pronto". Aunque se había rumoreado de antemano, el título de la canción se confirmó posteriormente en la lista del sitio web de BBC para The Graham Norton Show  al anunciar la actuación en vivo en el programa británico. El 25 de noviembre Ronson publicó en Instagram el primer adelanto de la canción y fue anunciado oficialmente por Cyrus al día siguiente. Finalmente, fue publicada el 29 de noviembre junto con el vídeo musical, siendo tendencia en redes sociales y en medios especializados.

## Promoción
Para dar a conocer la canción se hizo uso de las principales redes sociales y medios de comunicación. Asimismo, la pista se presentó en The Graham Norton Show  el 7 de diciembre de 2018. El 15 de diciembre de 2018, Cyrus y Ronson actuaron como invitados musicales en Saturday Night Live, interpretando la canción así como una versión de «Happy Xmas» de John Lennon junto con el hijo del fallecido cantante. El 12 de diciembre fue publicada la participación de ambos artistas en el programa radial británico BBC Radio 1 - Live Lounge, donde interpretaron la canción en versión acústica y realizaron una versión de la canción «No Tears Left to Cry» de Ariana Grande.
El 28 de enero de 2019, actuaron en The Ellen DeGeneres Show. El 24 de mayo de 2019 Cyrus se unió a Ronson durante su set en el festival de música británico BBC Radio 1 Big Weekend para interpretar el sencillo. Al día siguiente, Cyrus se presentó como artista principal del mismo festival, interpretando el sencillo.

## Video musical
Cyrus publicó adelantos del video musical de «Nothing Breaks Like a Heart» en Twitter e Instagram el 26 de noviembre de 2018. El video fue filmado en octubre de 2018 en Ucrania, y finalmente fue lanzado 29 de noviembre junto con la canción de forma simultánea. El 9 de abril de 2019 el video llegó a los 100 millones de reproducciones, siendo éste su décimo cuarto video en alcanzar esta cantidad de visitas en YouTube (incluyendo «Jolene» de Happy Hippie Presents: Backyard Seasons que cuenta con 192 millones de reproducciones)
El video musical original se lanzó a través de los estrenos de YouTube el 29 de noviembre de 2018. El video comienza con un informe de noticias de Miley Cyrus conduciendo a un destino desconocido y seguida por agentes de la ley en el puente New Darnytskyi. Más adelante en el video, se puede ver un reportaje televisivo titulado "Wild Ride de Miley". La canción no estaba disponible en YouTube antes del lanzamiento de este video.

### Video vertical
Un video vertical de la canción fue lanzado el 30 de noviembre de 2018, exclusivamente en Spotify. El 9 de enero de 2019, la cantante subió el video a su cuenta de Vevo oficial.

## Canciones
- Descarga digital

1. «Nothing Breaks Like a Heart» – 3:37

- Descarga digital[16]

1. «Nothing Breaks Like a Heart» (Versión Acústica) – 3:40

- Descarga digital[17]

1. «Nothing Breaks Like a Heart» (Boston Bun Remix) – 3:40

- Descarga digital[18]

1. «Nothing Breaks Like a Heart» (Dimitri from Paris Remix) – 3:32

- Descarga digital[19]

1. «Nothing Breaks Like a Heart» (Matin Solveig Remix) — 4:12

- Descarga digital[20]

1. «Nothing Breaks Like a Heart» (Don Diablo Remix) — 3:38

## Posicionamiento en listas
| País (Lista 2018–2023)                    | Mejor posición | Ref    |
| ----------------------------------------- | -------------- | ------ |
| Alemania (Official German Charts)         | 16             | [ 21 ] |
| Alemania Airplay (BVMI)                   | 1              | [ 22 ] |
| Argentina (Argentina Hot 100)             | 78             | [ 23 ] |
| Argentina Airplay (Monitor Latino)        | 17             | [ 24 ] |
| Australia (ARIA)                          | 6              | [ 25 ] |
| Australia Dance (ARIA)                    | 1              | [ 26 ] |
| Austria (Ö3 Austria Top 40)               | 20             | [ 27 ] |
| Bélgica (Ultratop 50 Flandes)             | 2              | [ 28 ] |
| Bélgica (Ultratop 50 Valonia)             | 3              | [ 29 ] |
| Bolivia (Monitor Latino)                  | 10             | [ 30 ] |
| Canadá (Canadian Hot 100)                 | 19             | [ 31 ] |
| CEI (TopHit)                              | 105            | [ 32 ] |
| Colombia (National-Report)                | 81             | [ 33 ] |
| Croacia (HRT)                             | 1              | [ 34 ] |
| Dinamarca (Tracklisten)                   | 12             | [ 35 ] |
| Dinamarca Airplay (Tracklisten)           | 1              | [ 36 ] |
| Escocia (OCC)                             | 1              | [ 37 ] |
| Eslovaquia (Rádio Top 100)                | 1              | [ 38 ] |
| Eslovaquia (Singles Digitál Top 100)      | 4              | [ 39 ] |
| Eslovenia (SloTop50)                      | 1              | [ 40 ] |
| España (PROMUSICAE)                       | 49             | [ 41 ] |
| España (LOS40)                            | 1              |        |
| Estados Unidos (Billboard Hot 100)        | 43             | [ 42 ] |
| Estados Unidos (Adult Contemporary)       | 26             | [ 43 ] |
| Estados Unidos (Adult Pop Airplay)        | 19             | [ 44 ] |
| Estados Unidos (Dance Club Songs)         | 1              | [ 45 ] |
| Estados Unidos (Dance/Mix Show Airplay)   | 5              | [ 46 ] |
| Estados Unidos (Pop Airplay)              | 16             | [ 47 ] |
| Finlandia (Suomen virallinen lista)       | 10             | [ 48 ] |
| Francia (SNEP)                            | 29             | [ 49 ] |
| Global Excl. U.S. (Billboard)             | 165            | [ 50 ] |
| Grecia Digital Songs (Billboard)          | 2              | [ 51 ] |
| Hungría (Rádiós Top 40)                   | 40             | [ 52 ] |
| Hungría (Single Top 40)                   | 1              | [ 53 ] |
| Hungría (Stream Top 40)                   | 1              | [ 54 ] |
| Irlanda (IRMA)                            | 2              | [ 55 ] |
| Israel (Media Forest)                     | 1              | [ 56 ] |
| Italia (FIMI)                             | 33             | [ 57 ] |
| Letonia (LAIPA)                           | 14             | [ 58 ] |
| Líbano (Lebanese Top 20)                  | 2              | [ 59 ] |
| Lituania (AGATA)                          | 6              | [ 60 ] |
| México Airplay (Billboard)                | 20             | [ 61 ] |
| Noruega (VG-lista)                        | 21             | [ 62 ] |
| Nueva Zelanda (Recorded Music NZ)         | 11             | [ 63 ] |
| Países Bajos (Dutch Top 40)               | 4              | [ 64 ] |
| Países Bajos (Single Top 100)             | 22             | [ 65 ] |
| Polonia (Polish Airplay Top 100)          | 2              | [ 66 ] |
| Portugal (AFP)                            | 26             | [ 67 ] |
| Reino Unido (UK Singles Chart)            | 2              | [ 68 ] |
| República Checa (Rádio Top 100)           | 1              | [ 69 ] |
| República Checa (Singles Digitál Top 100) | 13             | [ 70 ] |
| República Dominicana (SODINPRO)           | 49             | [ 71 ] |
| Rumania (Airplay 100)                     | 4              | [ 72 ] |
| Suecia (Sverigetopplistan)                | 16             | [ 73 ] |
| Suiza (Schweizer Hitparade)               | 10             | [ 74 ] |
| Ucrania Airplay (TopHit)                  | 75             | [ 75 ] |
| Venezuela (National-Report)               | 83             | [ 76 ] |

| País (Lista 2018)                 | Mejor posición | Ref    |
| --------------------------------- | -------------- | ------ |
| Hungría (Single Top 40)           | 76             | [ 77 ] |
| País (Lista 2019)                 | Mejor posición | Ref    |
| Alemania (Official German Charts) | 63             | [ 78 ] |
| Australia (ARIA)                  | 41             | [ 79 ] |
| Bélgica (Ultratop 50 Flandes)     | 15             | [ 80 ] |
| Bélgica (Ultratop 50 Valonia)     | 18             | [ 81 ] |
| Canadá (Canadian Hot 100)         | 61             | [ 82 ] |
| Dinamarca (Tracklisten)           | 70             | [ 83 ] |
| Eslovenia (SloTop50)              | 2              | [ 84 ] |
| Estados Unidos (Dance Club Songs) | 21             | [ 85 ] |
| Francia (SNEP)                    | 75             | [ 86 ] |
| Hungría (Single Top 40)           | 31             | [ 87 ] |
| Islandia (Plötutíðindi)           | 40             | [ 88 ] |
| Irlanda (IRMA)                    | 35             | [ 89 ] |
| Países Bajos (Dutch Top 40)       | 32             | [ 90 ] |
| Países Bajos (Single Top 100)     | 97             | [ 91 ] |
| Polonia (ZPAV)                    | 6              | [ 92 ] |
| Portugal (AFP)                    | 114            | [ 93 ] |
| Reino Unido (UK Singles Chart)    | 28             | [ 94 ] |
| Rumania (Airplay 100)             | 19             | [ 95 ] |
| Suiza (Schweizer Hitparade)       | 41             | [ 96 ] |
| País (Lista 2020)                 | Mejor posición | Ref    |
| Hungría (Rádiós Top 40)           | 59             | [ 97 ] |

## Certificaciones
| País (Organismo certificador) | Certificaciones | Ventas certificadas | Ref.    |
| ----------------------------- | --------------- | ------------------- | ------- |
| Alemania (BVMI)               | Platino         | 400 000             | [ 99 ]  |
| Australia (ARIA)              | 6× Platino      | 420 000             | [ 100 ] |
| Austria (IFPI Austria)        | Platino         | 30 000              | [ 101 ] |
| Bélgica (FIMI)                | Oro             | 20 000              | [ 102 ] |
| Brasil (Pro-Música Brasil)    | Diamante        | 160 000             | [ 103 ] |
| Canadá (MC)                   | 2× Platino      | 160 000             | [ 104 ] |
| Dinamarca (IFPI)              | Platino         | 90 000              | [ 105 ] |
| España (PROMUSICAE)           | 2× Platino      | 120 000             | [ 106 ] |
| Estados Unidos (RIAA)         | Platino         | 1 000               | [ 107 ] |
| Francia (SNEP)                | Diamante        | 333                 | [ 108 ] |
| Italia (FIMI)                 | Platino         | 50 000              | [ 109 ] |
| México (AMPROFON)             | Platino+Oro     | 90 000              | [ 110 ] |
| Noruega (IFPI Noruega)        | Platino         | 60 000              | [ 111 ] |
| Nueva Zelanda (RMNZ)          | 3× Platino      | 90 000              | [ 112 ] |
| Polonia (ZPAV)                | 4× Platino      | 80 000              | [ 113 ] |
| Portugal (AFP)                | Oro             | 5 000               | [ 114 ] |
| Reino Unido (BPI)             | 2× Platino      | 1 200 000           | [ 115 ] |
| Suecia (GLF)                  | Oro (streaming) | 4 000               | [ 116 ] |
| Suiza (IFPI)                  | Platino         | 20 000              | [ 117 ] |

## Historial de lanzamiento
| Región         | Fecha                   | Formato                                                                               | Versión                                              | Discográfica     | Ref.    |
| -------------- | ----------------------- | ------------------------------------------------------------------------------------- | ---------------------------------------------------- | ---------------- | ------- |
| Varios         | 29 de noviembre de 2018 | Descarga digital streaming                                                            | Original                                             | RCA Records      | [ 118 ] |
| Australia      | 30 de noviembre de 2018 | Radio airplay                                                                         | Original                                             | Columbia Records | [ 119 ] |
| Italia         | 30 de noviembre de 2018 | Radio airplay                                                                         | Original                                             | Sony Music       | [ 120 ] |
| Estados Unidos | 3 de diciembre de 2018  | Adult contemporary radio hot adult contemporary radio modern adult contemporary radio | Original                                             | RCA Records      | [ 121 ] |
| Estados Unidos | 4 de diciembre de 2018  | Contemporary hit radio                                                                | Original                                             | RCA Records      | [ 122 ] |
| Varios         | 21 de diciembre de 2018 | Descarga digital streaming                                                            | Boston Bun remix                                     | RCA Records      | [ 123 ] |
| Varios         | 28 de diciembre de 2018 | Descarga digital streaming                                                            | Dimitri from Paris remix                             | RCA Records      | [ 124 ] |
| Varios         | 4 de enero de 2019      | Descarga digital streaming                                                            | Acústica                                             | RCA Records      | [ 125 ] |
| Varios         | 18 de enero de 2019     | Descarga digital streaming                                                            | Martin Solveig remix                                 | RCA Records      | [ 126 ] |
| Varios         | 25 de enero de 2019     | Descarga digital streaming                                                            | Don Diablo remix                                     | RCA Records      | [ 127 ] |
| Varios         | 13 de abril de 2019     | Vinilo de 12 pulgadas                                                                 | Radio edit Dimitri from Paris remix Boston Bun remix | Columbia Records | [ 128 ] |

## Premios y nominaciones
| Año  | Premiación                | Categoría                         | Resultado | Ref.    |
| ---- | ------------------------- | --------------------------------- | --------- | ------- |
| 2019 | Premios 40 Principales    | Videoclip del Año Internacional   | Nominada  | [ 129 ] |
| 2019 | MTV Europe Music Awards   | Mejor colaboración                | Nominada  |         |
| 2020 | Brit Awards               | Canción del Año                   | Nominada  | [ 130 ] |
| 2020 | Virtual APRA Music Awards | Most Performed International Work | Pendiente | [ 131 ] |